# Burr Steers
Burr Steers est un acteur et réalisateur américain né le 8 octobre 1965.

## Biographie
- Il est le neveu de Jacqueline Kennedy-Onassis et aussi de Gore Vidal.

## Filmographie

### Comme acteur
- 1989 : Intruder : Bub
- 1989 : Billy the Kid (TV) : Billy Henchman
- 1992 : Reservoir Dogs : Radio Play Background (voix)
- 1993 : Naked in New York : Shipley, Old College Friend
- 1994 : Pulp Fiction : Roger
- 1997 : Fix : Mitch
- 1998 : Les Derniers Jours du disco (The Last Days of Disco) : Van

### Comme réalisateur
- 2002 : Igby (Igby Goes Down)
- 2009 : 17 ans encore
- 2010 : Le Secret de Charlie
- 2016 : Orgueil et Préjugés et Zombies